# Francisco Vélez
Francisco Vélez (27 settembre 1993) è un pallavolista portoricano.
Gioca nel ruolo di opposto nei Mulos de Juncos.

## Carriera

### Club
La carriera di Francisco Vélez, detto Paco, inizia nei tornei scolastici portoricani, giocando per il Colegio La Piedad di Carolina. In seguito, per motivi di studio, si trasferisce negli Stati Uniti d'America, partecipando alla NCAA Division I dal 2013 al 2016 con la George Mason, raggiungendo nel suo ultimo anno la Final six, uscendo di scena ai quarti di finale.
Nella stagione 2016-17 fa il suo esordio da professionista nella Liga de Voleibol Superior Masculino, ingaggiato dai neonati Patriotas de San Juan, venendo inoltre premiato come miglior esordiente del torneo. Nella stagione seguente gioca per i Gigantes de Adjuntas. Dopo un periodo di inattività, si accasa con un'altra neonata franchigia, i Mulos de Juncos, per la Liga de Voleibol Superior Masculino 2019.

### Nazionale
Nel 2011 fa parte della nazionale under 19, aggiudicandosi la medaglia d'argento alla Coppa panamericana.

## Palmarès

### Nazionale (competizioni minori)
- Coppa panamericana under 19 2011

### Premi individuali
- 2017 - Liga de Voleibol Superior Masculino: Miglior esordiente